# وندال

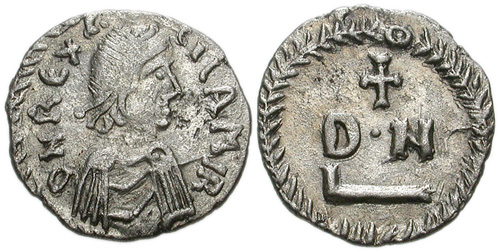
ديناري قرطاجي يعود تاريخه إلى (530-534)

الوَندال (أو الفَندال) هم إحدى القبائل الجرمانية الشرقية وكانوا يدينون بالمسيحية على مذهب الآريوسية، وقد كانوا مضطهدين من قبل الكنيسة المؤمنة بعقيدة الثالوث، فاجتمعوا تحت راية الملك الموحد غايسرك ضد حكم الروم، فشهدت عدة حروب مع الروم في القرن الخامس الميلادي استطاعوا تأسيس دولة في جنوب أوروبا منها فرنسا وإيطاليا وإسبانيا و‌شمال أفريقيا مركزها مدينة قرطاج وضموا إليها جزيرة صقلية والعديد من جزر البحر المتوسط. يعتقد أن اسم الأندلس مشتق من اسم هذه القبيلة (في الأصل سميت المنطقة «واندالوسيا» ثم حولها العرب لـ«الأندلس») حيث سكنوا جنوب إيبيريا لمدة من الزمن ثم انتقلوا بعدها لأفريقيا في سنة 455.
تحالف القوطي ثيودوريك العظيم الذي وحّد القوط الشرقيين و‌الغربيين تحت حكمه تحالف مع الوندال بعد أن تزوج إحدى بناتهم، كما تحالف الوندال مع الإفرنج إبان فترة حكم كلوفيس الأول.

## الأصل
من المؤكد أن الوندال شعب جرماني إسكندنافي، ولكن معرفة أصلهم تحديدا مختلف فيه، فالبعض ينسبهم لمدينة فاندل السويدية وآخرون ينسبونهم لمدينة هالندال النرويجية أو لمدينة فندسيسل الدنماركية. يُعتقد أن الوندال عبروا بحر البلطيق باتجاه ما يعرف اليوم باسم بولندا في القرن الـ(؟) قبل الميلاد حيث استوطنوا منطقة سيليزيا سنة 120 ق.م. وقد سجل المؤرخ الروماني تاكيتوس وجودهم في المنطقة الواقعة بين نهر أودر و‌نهر فيستول في كتابه «جيرمانيا» (كتبه سنة 98م). ووفقًا للمؤرخ يوردانس فإن الوندال بالإضافة لحلفائهم اللوغيون أجبرهم القوط على الرحيل نحو الجنوب المتاخم لحدود الإمبراطورية الرومانية.

## التصنيف
نظرًا لأن الوندال عاشوا في النهاية خارج جرمانيا، لم يعتبر المؤلفون الرومان القدماء أنهم جرمان. لم يحسب الرومان أي مجموعة أخرى من الناطقين بالجرمانية الشرقية، أو القوط، أو النورسمان (الإسكندنافيون الأوائل) من بين الجرمانيين.
نظرًا لأن الوندال تحدثوا لغة جرمانية وكانوا ينتمون إلى الثقافة الجرمانية المبكرة، صنفهم العلماء المعاصرين على أنهم شعب جرماني.

## قائمة الملوك
ملوك الوندال المعروفين:
- ويسمار (قبل 335)
- جوديجيسل (359-406)
- جونديريك (407-428)
- جايزريك (428-477)
- هونريك (477-484)
- جونتهاموند (484-496)
- ثراساموند (496-523)
- هيلديريك (523-530)
- جيلمر (530-534)

## القدرة على الكتابة والقراءة باللاتينية
كان جميع الوندال الذين يعرفهم المؤرخون الحديثون قادرين على التحدث باللغة اللاتينية، والتي بقيت أيضًا اللغة الرسمية لإدارة الوندال (يبدو أن معظم الموظفين كانوا من البربر/الرومان الأصليين). مستويات معرفة القراءة والكتابة في العالم القديم غير مؤكدة، لكن كانت الكتابة جزءًا لا يتجزأ من الإدارة والأعمال. تميل دراسات قدرات الوندال على الكتابة في شمال إفريقيا إلى التركز حول الإدارة، التي اقتصرت على النخبة الاجتماعية. ومع ذلك، فإن غالبية سكان شمال إفريقيا لم يعيشوا في المراكز الحضرية.
توضح جوديث جورج أن «تحليل القصائد الوندالية في سياقها يحمل مرآة لأساليب وقيم العصر». بقي القليل جدًا من أعمال شعراء الوندال في شمال إفريقيا، ولكن لا يُعرَف مما بقي موجودًا في المختارات اللاتينية، بصرف النظر عن أسمائهم سوى القليل عن الشعراء أنفسهم، ولا حتى عن حالتهم خلال كتاباتهم. اعتمد عملهم على التقاليد الرومانية السابقة. يعتقد العلماء المعاصرون عمومًا أن الوندال سمحوا للرومان في شمال إفريقيا بمواصلة أسلوب حياتهم مع تدخل عرضي فقط.

## الميراث
منذ العصور الوسطى، أطلق على ملوك الدنمارك لقب «ملك الدنمارك والقوط والوندال»، وكانت الوندال مجموعة من السلاف الغربيين الذين كانوا يعيشون سابقًا في مكلنبورغ وهولشتاين الشرقية في ألمانيا الحديثة. تُرجم العنوان «ملك الوندال» إلى vandalorum rex باللاتينية. اختُصر العنوان إلى «ملك الدنمارك» في عام 1972. ابتداءً من عام 1540، سُمي الملوك السويديون (بعد الدنمارك) بـ Suecorum وGothorum et Vandalorum Rex (ملك السويديون والقوط والوينديون). تخلى كارل السادس عشر غوستاف عن اللقب في عام 1973 وأطلق على نفسه لقب «ملك السويد».
ينبع المصطلح الحديث التخريب (vandalism) من سمعة الوندال كشعب بربري سرق روما ونهبها عام 455 بعد الميلاد. ربما لم يكن المخربون الوندال أكثر تدميرًا من غيرهم من الغزاة في العصور القديمة، لكن الكتاب الذين صوروا روما مثالية غالبًا ما لاموهم على تدميرها. فمثلًا، كتب الشاعر الإنجليزي جون درايدن: تيل غوثس، ووندال، وعرق شمالي وقح/ هل قُضي على كل الآثار التي لا مثيل لها. صاغ هنري جريجوار أسقف بلوا مصطلح التخريب، عام 1794 لوصف تدمير الأعمال الفنية بعد الثورة الفرنسية. واستُعمل المصطلح بسرعة في جميع أنحاء أوروبا. كان هذا الاستخدام الجديد للمصطلح مهمًا في تصور الوندال من العصور القديمة المتأخرة، ونشر الفكرة الموجودة مسبقًا بأنهم كانوا مجموعة بربرية محبة للتدمير. لطالما أُلقي اللوم على الوندال وغيرهم من الجماعات «البربرية» في سقوط الإمبراطورية الرومانية من قبل الكتاب والمؤرخين.
كتب روبن هيملي قصة قصيرة بعنوان «تحرير روما»، يواجه فيها أستاذ التاريخ القديم (الروماني بشكل أساسي) طالبًا يدعي أنه من عرق الوندال.

## التاريخ

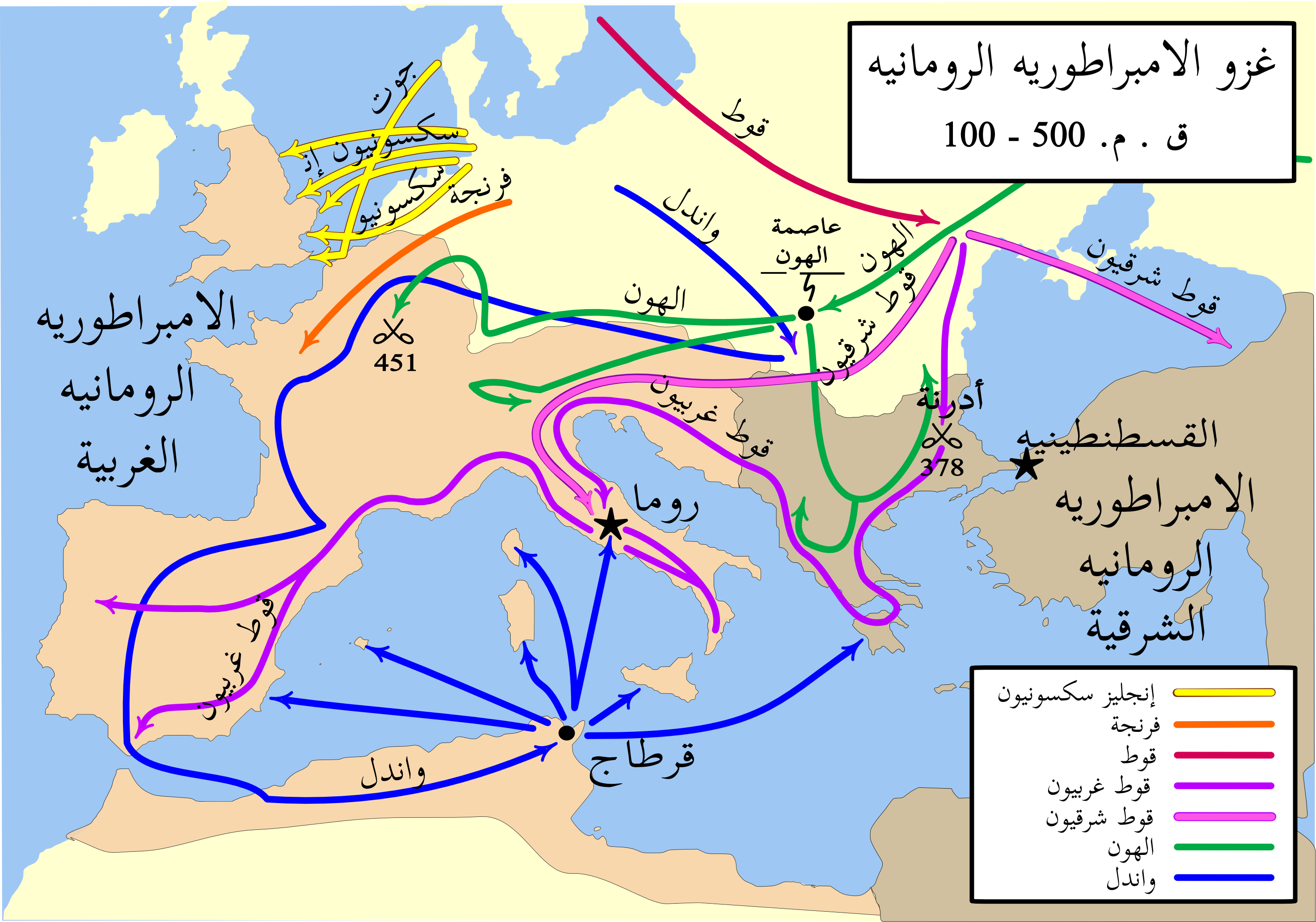
غزو الإمبراطورية الرومانية

ينقسم الوندال إلى قبيلتين أساسيتين هما، السيلينغ وعاشوا في «ماجنا جيرمانيا» وهي المنطقة التي سميت فيما بعد بسيليزيا الهازدينغ وقد هاجروا جنوبا تجاه الإمبراطورية الرومانية وقاموا بالعديد من الإغارات عليها حتى اضطر الرومان لإقامة صلح معهم ينص على ترك الوندال للحرب على أن يُمنحوا الحرية في المعيشة في أراضي مقاطعتا داقية والمجر الرومانيتان.
في أوائل القرن الخامس الميلادي هاجر الوندال الهازدينغ برفقة حلفائهم (الألانيون السرماتيون والسوفيون الجرمانيون) نحو غرب أوروبا كما فعل القوط من قبلهم فقد اعتنق الوندال الأريانية، وهو مذهب مسيحي يختلف عن باقي الطوائف من حيث طبيعة أقانيم الثالوث الأقدس وعلاقتها ببعضها.
رحل الوندال إلى الغرب على امتداد الدانوب ولم يواجهوا في طريقهم صعوبة تذكر سوى عند وصولهم لنهر الراين حيث اصطدموا بالإفرنج الذين كانوا يسيطرون على الأجزاء الشمالية من بلاد الغال والتي كانت تابعة للإمبراطورية الرومانية وقامت معركة بين الطرفين. قتل من الوندال 20 ألفا من بينهم ملكهم جوديجيزل. بعد محاولات عدة وبعد معاونة الألانيون للوندال استطاعوا هزيمة الإفرنج في 31 ديسمبر من سنة 406م وعبروا الراين بقيادة جندريك ابن جوديجيزل واتجهوا جنوبًا نحو أكوتين.
في أكتوبر 409 م عبر الوندال جبال البرانس نحو شبه الجزيرة الأيبيرية حيث منحوا تلك الأراضي كفويديراتي (وفق معاهدة) من الإمبراطورية الرومانية في جالاسيا (في الشمال الغربي) وهسبانيا بايتكا (الجنوب)، بينما أعطي الألانيون لوسيتانيا (الغرب) والمنطقة الواقعة حول قرطاج الجديدة. كان للسوفي بعض النفوذ في بعض هذه المناطق. في سنة 426م قام القوط الغربيون بغزو أيبيريا وطرد الألانيين منها وقتل ملكهم أتاسس ودخل من تبقى من الألانيين تحت ملك الملك الواندلي جندريك الذي سمي فيما بعد «ملك الوندال والألانيين».
كان أخو جندريك غير الشقيق المدعو بجايسريك أعظم ملوك الواندل على الإطلاق. من أهم ما قام به هو بناء أسطول بحري. في سنة 429م عين ملكا على الوندال. قام بعبور مضيق جبل طارق واتجه شرقا نحو قرطاج. في سنة 435م منح الرومان جايسريك مناطق في شمال أفريقيا. في سنة 439 م سقطت قرطاج في يد الوندال وبعدها قام جايسريك بغزو صقلية وسردانية وقرشقة وجزر البليار وأدخلهم في ملكه.
كان اختلاف عقائد الوندال مع روما الكاثوليكية أو دوناتيي قرطاج مصدرًا لتوتر وصراع دائم بينهم. أغلب ملوك الواندل باستثناء هلدريك قاموا باضطهاد الكاثوليك إبان حكمهم في شمال أفريقيا إذ قاموا بنفي كهنتهم وتدمير كنائسهم وحتى تحريم اعتناقهم للأريانية دين الواندل.
في سنة 455م استولى الوندال على روما وقاموا بنهبها وتخريبها خرابًا هائلًا، وكان من جملة ما نهبوه غنائم معبد القدس التي جلبت إلى روما عن طريق الإمبراطور الروماني تيتوس.

## نهاية الوندال
ما كاد جيليمير يتولى الحكم حتى قتل هيلديرك وأتباعه ونشبت بسبب ذلك حرب برية بحرية بينه وبين الإمبراطور جستينيان الأول وبلغ أسطول البيزنطيين 500 قطعة وأسطول الوندال 150 قطعة. وكان القائد البيزنطي بيليساريوس قد عسكر عند قرطاجة لمدة أسبوعين واقتحموها بعد ذلك دون مقاومة وحاول جيليمير أن يجمع فلوله ويستدعي جيشه بسردانية غير أنه انهزم انهزاما ساحقا وفر بنفسه قبل أن يستسلم لأعدائه الذين نقلوه إلى غالايسيا هو وأسرته حيث عاش بقية حياته. وبانهزامه انتهت دولة الوندال التي استغرق حكمها قرابة قرن.

## تواجد الوندال حاليًا
الحملة الوندالية على شمال إفريقيا كانت كبيرة جدا فوفقا لاحصائيات تاريخية كان عددهم أكثر من 800,000 [محل شك] فرد من شيوخ ونساء وأطفال لأن نيتهم كانت الإستيطان في شمال إفريقيا وبعد هزيمتهم أمام الرومان اندمجوا مع سكان شمال إفريقيا وأصبحوا تحت سيطرة الرومان وهم حاليّاً متواجدون في سواحل إفريقيا الشمالية ولا يعرف من هم بالضبط.

## ملوك الوندال
- 400: ويسيمار.
- 406: غوديجيسال.
- 407 - 428: غندريق.
- 429 - 477: جنسريق.
- 477 - 484: هنريق.
- 484 - 496: غونتاموند.
- 496 - 523: ترازاموند.
- 524 - 530: هلدريق.
- 530 - 533: جيلمار.